# Celoma

Tall transversal d'un cuc oligoquet mostrant el celoma (coelom (body cavity))

El celoma és una cavitat secundària d'origen mesodèrmic, limitada per l'epiteli (a diferència del pseudoceloma), i que conté un líquid a l'interior.

## Classificació dels animals segons la presència de celoma
Un animal triblàstic en el qual no es forma el celoma, rep el nom d'animal acelomat. Existeixen animals amb una cavitat corporal similar al celoma quant a funció però no embriològicament, ja que no és d'origen mesodèrmic; aquests animals es denominen pseudocelomats. Els animals triblàstics que posseeixen celoma es denominen celomats. L'existència del celoma va possibilitar l'evolució i diversificació dels grans grups animals: artròpodes, vertebrats i mol·luscs, gràcies al fet que la compartimentació corporal va ajudar que els diferents sistemes i òrgans del cos tinguessin una millor divisió de tasques, amb la seva consegüent especialització.

## Significat funcional
L'adquisició d'una cavitat celòmica es considera de vital importància per a la posterior evolució de l'organització corporal dels metazous. Això és degut al fet que el celoma permet explotar al màxim les possibilitats funcionals d'una cavitat corporal plena de líquid, algunes de les quals apareixien ja l'organització pseudocelomada. Entre tals funcions cap ressaltar les següents: 
- El líquid celòmic actua com un sistema de transport entre la paret del cos i la del tub digestiu, facilitant la distribució dels nutrients, metabòlits i gasos respiratoris i podent emmagatzemar temporalment els productes de deixalla.
- Aquest sistema de transport té avantatges evidents sobre el transport per difusió pròpia dels acelomats. Com a conseqüència de la major eficàcia fisiològica del cos pot augmentar de grandària, amb les implicacions evolutives que això suposa: millor homeòstasi i independència de l'ambient, diversificació de les fonts disponibles d'aliment, etc.
- La cavitat plena de líquid confereix independència als òrgans, afavorint processos fisiològics tan bàsics com el batec independent del cor o la producció, en organismes vermiformes, d'ones peristàltiques inverses a la paret del cos i del tub digestiu, que conta en els celomats amb una musculatura pròpia.
- A l'haver un espai comú que recull i fa circular els productes del metabolisme, les estructures repetides, que en els acelomats eren abastides per difusió, poden ara concentrar-se en un o dos òrgans més eficaços i complexos.
- El líquid celomàtic pot actuar a manera d'un esquelet hidroestàtic intern.